# Acronuroides eocaenicus
Acronuroides eocaenicus è un pesce osseo estinto, appartenente ai teleostei. Visse nell'Eocene inferiore-medio (circa 50 - 49 milioni di anni fa) e i suoi resti fossili sono stati ritrovati in Italia, nel famoso giacimento di Bolca.

## Descrizione
Questo piccolo pesce era lungo meno di 2 centimetri, e possedeva un profilo elevato. La pinna dorsale e quella anale erano di forma molto simile, e la pinna caudale era a forma di ventaglio. Acronuroides era caratterizzato dalla  pinna dorsale contenente sette spine seguite da 23 o 24 raggi, una pinna anale contenente tre spine seguite da circa 20 raggi, numerosi raggi delle pinne dorsale e anale caratterizzati da spinule lungo i lati, scaglie di dimensioni ridotte e caratterizzate da una piccola spina eretta. 

## Classificazione
Acronuroides eocaenicus è stato descritto per la prima volta nel 2019, sulla base di un singolo esemplare non perfettamente conservato, ritrovato nella famosa Pesciara di Bolca.
A causa dell’incompletezza dell'unico esemplare noto, nonché della particolare combinazione di caratteristiche, gli autori della prima descrizione non hanno potuto riscontrare affinità tra Acronuroides e le famiglie di percomorfi attuali. Acronuroides è stato quindi considerato come incertae sedis all’interno del gruppo dei Percomorphacea.